# Reilly Opelka
Reilly Opelka (født 28. august 1997 i St. Joseph, Michigan, USA) er en professionel mandlig tennisspiller fra USA.